# Inna Modja
Inna Bocoum (Bamako, Mali, 19 de mayo de 1984), conocida artísticamente como Inna Modja, es una cantante y modelo franco-maliense, activista a favor de los derechos de la mujer. Su nombre artístico es un tributo a su idioma natal el fula, "modja" era el mote que utilizaba su madre con ella. En 2024 fue incluida en la lista 100 Women de la BBC que reconoce a las mujeres más influyentes del mundo.

## Biografía
Inna nació en el seno de una familia fulani de siete hijos. Cuando tenía 5 años sufrió la ablación por personas próximas a su familia "para respetar la tradición" a pesar de la oposición de sus padres. Durante su carrera artística ha luchado por defender los derechos de las mujeres y denunciar las agresiones contra las mujeres en los conflictos bélicos.
A la edad de 6 años su padre la inscribió en un coro debido a las aptitudes musicales que posee. Su familia siempre la apoyó para seguir adelante en el mundo de la música. Desde pequeña se vio influenciada por los gustos musicales de sus allegados (Ray Charles, Ella Fitzgerald, Otis Redding). Más tarde se unió a la Rail Band de Bamako con su vecino Salif Keita con los cuales realizó su debut a los 15 años.
Con la experiencia adquirida hasta ese momento, la joven Inna es capaz de adaptarse a cualquier ritmo africano o disco; finalmente optó por el pop. Después de un dueto con Jason Mraz en la cadena de televisión France 2 con ocasión de la Fiesta de la música, saltó definitivamente a la fama con el sencillo Mister H perteneciente a su álbum debut Everyday is a New World.
Volvió a la actualidad musical en 2011 con la publicación del sencillo French Cancan (Monsieur Saint Nitouche), que se convirtió en uno de los éxitos del verano posicionándose el primero de la lista France Top 40. Al cabo de los meses lanzó al mercado dos nuevos singles igualmente bien aceptados por la crítica y el público (La Fille du Lido y I'm Smiling), consolidando así definitivamente su carrera musical.
Durante 2012, recibió la invitación personal del cantante Alain Chamfort, para participar en su nuevo álbum de estudio Elles & Lui con varios singles.
En 2015, publicó su tercer álbum, Motel Bamako, un disco homenaje a Mali con canciones en inglés, francés y bambara.
En 2016 se sumó al cartel del Stop War Festibala de San Sebastián.

## Activista contra la mutilación genital femenina
Inna Modja es también conocida por su compromiso en la lucha contra la mutilación genital femenina que ella misma sufrió de pequeña. Le costó tiempo poder hablar de ello. A los 22 años, descubrió que podría realizarse una operación reparadora del clítoris. Se operó y decidió contar su experiencia para ayudar a la prevención. Evoca el drama que vivió en la canción Speeches que interpreta a dúo con Oxmo Puccino.
En febrero de 2016, participó en el Día Mundial Contra la Mutilación Genital Femenina en la ONU contando su experiencia como superviviente.

## Discografía

### Álbumes
| Año  | Título                  | Posición | Posición | Certificación |
| Año  | Título                  | FRA      | BEL      | Certificación |
| ---- | ----------------------- | -------- | -------- | ------------- |
| 2009 | Everyday is a New World | 56       | —        |               |
| 2011 | Love revolution         | 28       | 98       | FRA: Gold     |
| 2015 | Motel Bamako            | 8        | 12       |               |

### Sencillos
| Año  | Sencillo                                      | Peak chart positions | Peak chart positions | Peak chart positions | Peak chart positions | Álbum                   |
| Año  | Sencillo                                      | BEL (WA)             | CAN                  | FRA                  | SWI                  | Álbum                   |
| ---- | --------------------------------------------- | -------------------- | -------------------- | -------------------- | -------------------- | ----------------------- |
| 2009 | "Mister H"                                    | —                    | —                    | —                    | —                    | Everyday Is a New World |
| 2010 | "Life"                                        | —                    | —                    | —                    | —                    | Love Revolution         |
| 2011 | "French Cancan (Monsieur Sainte Nitouche)"    | 6                    | 55                   | 4                    | 60                   | Love Revolution         |
| 2011 | "La fille du Lido"                            | —                    | 86                   | 82                   | —                    | Love Revolution         |
| 2012 | "I Am Smiling"                                | —                    | 83                   | —                    | —                    | Love Revolution         |
| 2014 | "Forgive Yourself"                            | —                    | —                    | 129                  | —                    | Motel Bamako            |
| 2014 | "I Want Your Sex" (Inna Modja & the Woodboyz) | —                    | —                    | —                    | —                    |                         |
| 2015 | "Tombouctou"                                  | —                    | —                    | 147                  | —                    |                         |